# Software contable
Un software contable es un programa informático destinado a sistematizar y simplificar las tareas de contabilidad de una organización. El software contable registra y procesa las transacciones históricas que se generan en una empresa o actividad productiva: las funciones de compras, ventas, cuentas por cobrar, cuentas por pagar, control de inventarios, balances, producción de artículos, nóminas, etc. Para ello solo hay que ingresar la información requerida, como las pólizas contables, ingresos y egresos y realizar con el programa las gestiones contables pertinentes.
Estas funciones pueden ser desarrolladas internamente por la compañía o la organización que lo requiere o puede ser adquirido a un tercero, existiendo también una combinación de ambas alternativas, es decir, un paquete de software desarrollado por un tercero con modificaciones locales.
El mercado ha experimentado una consolidación considerable desde mediados de la década de 1990, con muchos proveedores dejando de operar o siendo comprados por grupos más grandes. Desde el 2000 ha tenido un notable incremento el uso de soluciones de código abierto.

## Módulos
El software de contabilidad generalmente está compuesto por varios módulos, con diferentes secciones que tratan áreas particulares de la contabilidad. Entre los más comunes se encuentran:
Módulos centrales
- Cuentas por cobrar—donde la empresa registra el dinero recibido
- Cuentas por pagar—donde la empresa registra sus facturas y paga el dinero que debe
- Libro mayor—los "libros" de la empresa
- Facturación—donde la empresa emite facturas a clientes
- Stock/inventario—donde la empresa mantiene control de su inventario
- Orden de compra—donde la empresa realiza pedidos de inventario
- Orden de venta—donde la empresa registra pedidos de clientes para el suministro de inventario
- Contabilidad—donde la empresa registra cobros y pagos
- Cierre financiero — donde los equipos de contabilidad verifican y ajustan los saldos de las cuentas al final de un período de tiempo designado

Módulos no centrales
- Cobro de deudas—donde la empresa realiza seguimiento de intentos para cobrar facturas vencidas (a veces parte de cuentas por cobrar)
- Procesamiento de pagos electrónicos
- Gastos—donde se ingresan los gastos relacionados con el negocio de los empleados
- Consultas—donde la empresa busca información en pantalla sin ninguna edición o adición
- Nómina—donde la empresa rastrea el salario, los sueldos y los impuestos relacionados
- Informes—donde la empresa imprime los datos
- Hoja de tiempo—donde los profesionales (como los abogados y los consultores) registran el tiempo trabajado para poder facturarlo a los clientes
- Solicitud de compra—donde se realizan, aprueban y rastrean las solicitudes de órdenes de compra
- Reconciliación—compara los registros de ambas partes en las transacciones para comprobar la consistencia
- Perforación
- Asientos del diario
- Contabilidad departamental
- Soporte para la tributación del valor agregado
- Cálculo de la retención estatutaria
- Recordatorios de pagos atrasados
- Integración de feed bancario
- Sistema de adjuntos de documentos
- Sistema de aprobación de documentos/asientos de diario

Tenga en cuenta que los proveedores pueden usar nombres diferentes para estos módulos.

## Tipos de contabilidad
- Contabilidad financiera: Sistema de información orientado a proporcionar información a terceras personas relacionadas con la empresa, como accionistas, instituciones de crédito, inversionistas, etc. con el fin de facilitar sus decisiones.
- Contabilidad fiscal: Sistema de información orientado a dar cumplimiento a las obligaciones tributarias de las organizaciones.
- Contabilidad administrativa: Servicio de información que facilitan las necesidades de la administración, destinada a facilitar las funciones de planificación, control y toma de decisiones.

### Mercado de gama baja
En el low end del mercado de los negocios, las aplicaciones de costos bajos del software contable permiten que se realice la mayoría de la contabilidad de los negocios. 
Frecuentemente los proveedores sirven a un solo mercado nacional, mientras que un gran número de proveedores ofrecen soluciones contables separadas en cada mercado nacional, también existen excepciones que proveen aplicaciones administrativas contables adaptables a casi todos los países de un continente, para ello deben cumplir con integrar en sus procesos las Normas internacionales de contabilidad (NIC) y los Conceptos Generalmente Aceptados de Contabilidad.
Muchos de los productos antiguos Low End, principalmente realizados en DOS, o programas de desarrollo obsoletos son caracterizados por ser productos de "entrada única", como oposición de los sistemas modernos en Windows, Macintosh o Linux, que son programas de doble entrada, los cuales son usados por la gran mayoría de negocios.
Actualmente las características del software contable exigidas por los usuarios ha permitido que sus atributos mejoren en relación con el pasado haciendo más completo y actualizado. 
Así tenemos que hoy en día los software contables son integrados entre la parte de gestión y la parte contable, ya no en procesos posteriores sino en línea, es decir, en tiempo real. La época de los programas modulares independientes está pasando, ya que los empresarios, aún en las PyMEs, exigen integración total entre todos los módulos de sus aplicaciones.

### Mercado medio
El mercado medio cubre un rango amplio de negocios de software que pueden ser capaces de servir a las necesidades de estándares de contabilidad múltiples nacionales que permite la contabilidad en divisas, o no. Pero su principal características es que atiende a empresas con necesidades de participar varios usuarios simultáneamente, existen aplicaciones de software contable con opción de multiusuarios concurrentes y otros que no la tienen, y con procesos integrados a la contabilidad de la empresa.
Asimismo existen aplicaciones de software contable, de nivel medio multiusuario que tienen facilidad en la adaptación de las necesidades de cada empresa, en cambio otros son solo para un tipo de mercado. Uno de los aspectos que las empresas evalúan es el grado de dificultad a la hora de las actualizaciones, la facilidad de autoaprendizaje e implementaciones no traumáticas. La capacidad de las empresas proveedoras de apoyarlos en línea, pero dándoles un espacio en que prácticamente no requieran de ellos para no tener tecnodependencia.
La facilidad de migrar de la versión monousuario (gratuita o no) a la versión multiusuario sin efectos colaterales o procesos engorrosos, es otro aspecto que miran las empresas al decidirse por este tipo de software contable a fin de organizar su empresa con una verdadera solución contable.

### Mercado de alta gama
Es el más complejo y costoso software de contabilidad de los negocios, y es frecuentemente parte de un extenso juego de software, muchas veces conocido como SEA y Planificación de recursos empresariales.

### Importancia del Software contable en emprendimientos | República Dominicana
El uso de un software contable en un emprendimiento en República Dominicana es esencial para garantizar el buen funcionamiento de la empresa y el cumplimiento de las obligaciones legales. En el país, la Ley General de Contabilidad (Ley n.º 126-01) establece que los entes públicos y, en algunos casos, también los entes privados, están obligados a llevar contabilidad de acuerdo con los principios de contabilidad generalmente aceptados.
Este software permite llevar un registro detallado de las finanzas del negocio, lo que facilita la toma de decisiones, el análisis de la situación económica y el control de los gastos. Además, ayuda a cumplir con las obligaciones fiscales, como la emisión de facturas electrónicas y el pago de impuestos.
Algunos de los beneficios de usar un software contable en un emprendimiento en República Dominicana son:
- Mejora de la eficiencia: Los software contables automatizan muchas de las tareas contables, lo que libera tiempo para que los emprendedores se concentren en otras áreas de su negocio.
- Reducción de costos: Los software contables pueden ayudar a reducir los costos de contabilidad, ya que no requieren de un contador dedicado.
- Mejora de la toma de decisiones: Los datos contables proporcionados por un software contable pueden ayudar a los emprendedores a tomar decisiones más informadas sobre el futuro de su negocio.